# Quân hàm
Quân hàm là hệ thống cấp bậc trong một quân đội. Ở một số quốc gia, hệ thống cấp bậc này còn được áp dụng trong ngành cảnh sát hoặc một số tổ chức dân sự nhưng được hệ thống theo mô hình quân sự. Thông thường, hệ thống quân hàm được biểu thị bằng các phù hiệu đặc biệt gắn liền với đồng phục. Hệ thống quân hàm được sử dụng nhằm tạo thuận lợi trong các hoạt động chỉ huy, tham mưu, hậu cần... Ban đầu hệ thống này chỉ gồm những cấp bậc đơn giản, trong suốt quá trình phát triển của lịch sử chiến tranh, nó cũng được phát triển về số lượng cấp bậc và trở nên phức tạp hơn.
Trong lịch sử quân sự hiện đại, hầu hết các quân đội chính quy đều có hệ thống quân hàm. Một số trường hợp ngoại lệ như Hồng quân Liên Xô ở giai đoạn 1918–1935, Quân giải phóng Nhân dân Trung Quốc giai đoạn 1965–1988 và Quân đội Albania giai đoạn 1966–1991, đã không áp dụng chính thức hệ thống quân hàm. Tuy nhiên, sau đó thì hệ thống quân hàm vẫn được áp dụng trở lại chính thức sau khi những khó khăn trong việc chỉ huy và kiểm soát do việc bãi bỏ chế độ quân hàm gây ra.

## Lịch sử

### Thời Cổ đại
Thông qua các thư tịch cổ, nhiều sử gia đã ghi nhận được sự tồn tại của các cấp bậc quân sự trong quân đội Ba Tư cổ đại. Tổ chức quân sự nhỏ nhất là dathabam gồm 10 người, do một cá nhân là dathapatish chỉ huy. Một hazarabam gồm 100 dathabam, do một hazarapatish chỉ huy. Mười hazarabam hợp thành một baivarabam và do một baivarapatish chỉ huy. CÁc đơn vị kỵ binh cũng được tổ chức thành các asabam do các asapatish chỉ huy.
Các tài liệu lịch sử cũng ghi nhận danh xưng một số cấp bậc trong quân đội các Đế quốc Parthia và Sassanid thời cổ đại: 
- Tổng chỉ huy: Eran Spahbod
- Chỉ huy Kỵ binh: Aspwargan Salar (Parthia) hoặc Aswaran Salar (Sassanid)
- Chỉ huy Cung thủ: Tirbodh
- Chỉ huy Bộ binh: Paygan Salarapoo

Tại Trung Quốc cổ đại, thông qua các cuộc chiến tranh chiếm hữu nô lệ, hình thái tổ chức quân đội sơ khai cũng được phát triển dần. Các tài liệu cổ cũng ghi nhận những hình thái tổ chức quân đội đầu tiên trong Vũ kinh thất thư như Quân (軍), Sư (師), Lữ (旅), Tốt (倅), Ngũ (伍). Người đứng đầu đơn vị gọi là Trưởng quan (長官). Đơn vị nhỏ nhất là một Ngũ, gồm 5 người, do Ngũ trưởng (伍長) đứng đầu. Cao hơn Ngũ là Tốt, có khoảng 100 người, do Tốt trưởng chỉ huy. Tiếp theo là Lữ, có 500 quân; Sư có 2.500 quân. Cao nhất là Quân, đứng đầu là một Tướng Quân. Người thống lĩnh quân đội trong một chiến dịch thì được gọi là Soái, Tướng soái hoặc Nguyên soái. Cách gọi tên chức vụ chỉ huy này ảnh hưởng sâu đậm tại các nước Đông Á cho đến tận ngày nay.
Đến thế kỷ thứ 5 trước Công nguyên, quân đội của thành bang Athena được chỉ huy bởi các "strategos", nghĩa là chỉ huy quân đội, tương đương như cấp tướng lĩnh ngày nay. Mỗi năm, người Athen bầu ra 10 người vào chức vụ strategos. Mỗi Strategos sẽ cầm đầu một tribes, tương đương một cánh quân. Các strategos được xem là có thứ bậc ngang nhau, không phân cấp. Mỗi khi có chiến dịch lớn xảy ra, cần có sự huy động tác chiến phối hợp của nhiều cánh quân, kế hoạch tác chiến được thông qua theo nguyên tắc đa số gữa các strategos, mà điển hình như trong trận Marathon năm 490 TrCN.
Ban đầu, các strategos làm việc dưới sự chỉ đạo của nguyên lão phụ trách về chiến tranh, được gọi là "polemarchos", tương đương Bộ trưởng chiến tranh ngày nay. Tuy nhiên, về sau, chức vụ này dần chỉ còn danh nghĩa, không còn vai trò chỉ huy quân đội.
Một cấp bậc dưới của strategos là "taxiarchos" hay "taxiarhos", tương đương chức vụ Lữ đoàn trưởng ngày nay. Tại Sparta, chức vụ này lại được gọi là "polemarchos". Thấp hơn là "syntagmatarches", chỉ huy một "syntagma", tương đương một trung đoàn ngày nay. Các cấp tiếp theo là "tagmatarches", chỉ huy một "tagma", tương đương tiểu đoàn ngày nay; và "lokhagos", chỉ huy một "lokhos" gồm 100 người, tương đương cấp đại đội ngày nay.
Trong lực lượng kỵ binh Hy Lạp, được gọi là "hippikon", một trung đoàn kỵ binh được gọi là "hipparchia" và được chỉ huy bởi một "hipparchos" hay "hipparch". Người Sparta gọi chức vụ này là "hipparmostes". Nếu là đơn vị kỵ binh cung thủ, thì sẽ được gọi là "hippotoxotès". Một đại đội kỵ binh Hy Lạp sẽ được chỉ huy bởi "tetrarchès" hay "tetrarch".
Hệ thống cấp bậc này được áp dụng ở toàn bộ các thành bang Hy Lạp, ban đầu là các lực lượng trên bộ. Khi Athen trở thành một cường quốc hải quân, các strategos ban đầu cũng nắm quyền chỉ huy hải quân. Phụ tá cho strategos là các chỉ huy chiến hạm được gọi là "trièrarchos" hay "trierarch", có nghĩa là sĩ quan chỉ huy chiến hạm 3 tầng chèo. Dưới họ là các sĩ quan chuyên môn có tên gọi là "kybernètès" (sĩ quan lái tàu), "keleusthès" (sĩ quan điều khiển tốc độ), "trièraulès" (đội trưởng trạo thủ). Về sau, danh xưng strategos trong hải quân được thay thế bằng "nauarchos", tương đương cấp bậc đô đốc ngày nay.
Khi Macedonia bành trướng dưới thời vua Philippos II và con trai ông là vua Alexandros Đại đế, quân đội Hy Lạp trở thành đội quân chuyên nghiệp, chiến thuật cũng trở nên tinh vi hơn và được bổ sung thêm một số cấp bậc quân sự. Trong đội hình bộ binh nặng phalanx, một "tetrarchès" hay "tetrarch" chỉ huy một đội hình bộ binh nặng phalanx gồm 4 hàng có tên gọi là tetrarchia. Nếu đội hình gồm 2 hàng thì được gọi là dilochia, do một "dilochitè" chỉ huy. Một đội hình gồm một hàng 8 người, được gọi là lochos, do một "lochagos". Thấp nhất là một tiểu tổ 4 người, được gọi là dimoiria hoặc hèmilochion, do một "dimoirites" hay "hèmilochitès" chỉ huy.
Tuy nhiên, cũng có thể tùy theo đơn vị mà có những danh xưng khác nhau. Ví dụ một tổ 10 người được gọi là dekas hoặc dekania thì lại do một "dekarchos" chỉ huy; một đội 100 người hekatontarchia do "hekatontarchès" chỉ huy; và một chiliostys hay chiliarchia gồm 1000 người, do một "chiliarchès" chỉ huy. Trong một đơn vị kỵ binh thời Alexander, còn có tổ chức một toán ilè, được chỉ huy bởi một toán trưởng "ilarchès".
Quân đội La Mã cũng kế thừa những giá trị này từ quân đội Hy Lạp.

### Thời Trung cổ
Sự kiện Mông Cổ trỗi dậy và tung hoành khắp thế giới, lần đầu tiên đã phá tung sự cách biệt Đông - Tây. Người Mông Cổ ngoài việc học hỏi và truyền bá văn hóa và giao lưu kinh tế, còn trao đổi và các kỹ thuật, chiến thuật quân sự cũng như tổ chức quân đội của họ. Giống như tổ chức quân đội Ba Tư cổ đại, người Mông Cổ cũng tổ chức quân đội theo thập phân. Cấp cơ sở của họ là aravt gồm 10 người (thập phu), trên nữa là zuut (100 người, bách phu), myangat (1.000 người, thiên phu). Đứng đầu mỗi cấp đơn vị có mỗi trưởng quan. Tổ chức cao nhất của họ là Tümen, gồm 1 vạn quân, tương đương như cấp tướng ngày nay. Dù người Mông Cổ được xem như rất ít có ảnh hưởng đến hệ thống danh xưng cấp bậc hiện đại, tuy vậy, trong quân đội Thổ Nhĩ Kỳ ngày nay có sử dụng cấp bậc Tümgeneral trong Lục quân và Không quân, cũng như Tümamiral trong Hải quân, chính là chịu ảnh hưởng từ người Mông Cổ mà ra.
Khi Đế quốc Mông Cổ tan rã, ở các nước phương Đông, hệ thống cấp bậc không có gì tiến triển. Họ đã có hệ thống cấp bậc võ quan Cửu phẩm với 18 bậc, vốn chịu ảnh hưởng lâu đời của Trung Hoa. Ngược lại, ở các nước phương Tây, họ học hỏi nhiều từ cách thức tổ chức của Mông Cổ, đã dần hình thành hệ thống cấp bậc quân sự riêng, tách rời với hệ thống tước vị, hoặc chức vụ phong kiến.

### Sự hình thành một số danh xưng cấp bậc phương Tây
Là hình thức quân đội khởi đầu và là lực lượng có quân số hùng hậu, Lục quân có hệ thống cấp bậc hình thành sớm nhất.
- Thống chế (Marshal, Maréchal)

Thời Trung Cổ, quân đội của các vị vua được giao cho các Constable (tiếng Pháp: Connétable) chỉ huy. Đến lượt mình, các constable thường được phụ tá bởi các field marshal (tiếng Pháp: maréchal de camp). Do nguồn gốc của từ constable có từ comes stabuli trong tiếng Latin, dùng để chỉ những người phụ trách chăm sóc ngựa cho các lãnh chúa (quản mã), sau dần phát triển lên thành một cấp bậc dành cho các nhân viên cao cấp trong quân sự thời Trung Cổ, cấp bậc Marshal cũng rũ bỏ được quá khứ "phò mã" của mình để trở thành một trong những cấp bậc cao cấp nhất trong quân đội.
- Trưởng quan (Captain, Capitaine)

Danh xưng này phát xuất từ việc các lãnh chúa gửi những đội quân, thường được gọi là các company để nhập vào với đội quân của hoàng đế. Người chỉ huy một company được gọi là 'Captain, có nguồn gốc từ capitaneus trong tiếng Latin, có nghĩa là "trưởng quan".
- Phó quan (Lieutenant)

Danh xưng này có nguồn gốc từ tiếng Pháp là "lieu tenant", có nghĩa là "người phụ trách một phần", phụ tá cho chỉ huy, nhưng ở một phần việc nào đó chuyên biệt, hoặc chỉ phụ trách một đơn vị nhỏ trong một company, gọi là platoon.
- Sĩ quan (Sergeant, Sergent)

Nguyên thủy danh xưng xuất phát từ trong tiếng Latin serviens, có nghĩa là "những người phục vụ". Họ là những binh sĩ do các trưởng quan tuyển dụng và trả lương để làm những công việc chuyên biệt cho vị trưởng quan đó, như phụ trách tuyển dụng, cần vụ, thư ký, tham mưu... Chính truyền thống này mà nảy sinh rất nhiều cấp bậc Sergeant trong quân đội các nước phương Tây.
- Tướng quan (General)

Bước vào hậu kỳ thời Trung Cổ, lực lượng quân đội bắt đầu được mở rộng hơn, đông hơn, và từ đó hình thành các cấp bậc chỉ huy đại đơn vị. Bắt đầu từ nước Pháp, các hoàng đế thường phái một nhân viên cao cấp được gọi là "lieutenant du roi", đến thay mặt hoàng đế chỉ huy việc quân sự ở địa phương. Vị này thường được gọi là lieutenant general để phân biệt với các lieutenant khác, vốn quyền hạn thấp hơn nhiều. Từ đó phát sinh thêm chức danh captain general để chỉ vị trưởng quan của một đại đơn vị. Nhân viên Sergeant phụ trách tham mưu cho Captain General theo đó có tên gọi là sergeant-major general. Theo thời gian, cấp bậc Captain General chỉ còn là full General hoặc đơn giản là General và Sergeant-major General trở thành Major General. Điều này cũng lý giải vì sao cấp bậc Major về sau này được xếp cao hơn cấp bậc Lieutenant nhưng cấp bậc Major General lại xếp thấp hơn Lieutenant General.
- Đoàn trưởng (Colonel)

Khoảng cuối thế kỷ 16, theo nhu cầu chiến thuật tác chiến lớn, tổ chức đơn vị nhỏ company không còn phù hợp, vì vậy, một hình thái tổ chức đơn vị lớn hơn, tập hợp nhiều company, gọi là regiment ra đời. Người chỉ huy một regiment được gọi là colonel, có thể xuất phát từ danh xưng coronellos, "những chỉ huy của Hoàng đế" trong tiếng Tây Ban Nha, hoặc biến âm từ column (cột) trong tiếng Anh bởi đội hình vuông vức của regiment.
Sự biến đổi này cũng dẫn đến sự hình thành của cấp bậc Lieutenant Colonel. Sergeant phụ trách tham mưu cho Colonel theo đó có tên gọi là sergeant-major. Tuy nhiên, theo thời gian thì cấp bậc này lại đơn giản thành Major, trở thành cấp bậc xếp thứ 3 sau Colonel và Lieutenant Colonel trong đội hình regiment.
- Lữ trưởng (Brigadier)

Danh xưng này ra đời cùng với sự hình thành của tổ chức đơn vị hợp thành brigada, do chính Quốc vương Gustav II Adolf của Thụy Điển sáng tạo ra vào đầu thế kỷ 17. Đây là một đơn vị hợp thành từ nhiều đơn vị regiment hỗn hợp, gồm cả bộ binh, pháo binh và kỵ binh. Người chỉ huy một brigada được gọi là Brigadier General hoặc ngắn gọn là Brigadier.
Trong lực lượng hải quân, các cấp bậc Captain, Lieutenant được áp dụng đầu tiên với nguyên nghĩa của nó (Thuyền trưởng, Thuyền phó). Theo dần với thời gian, các cấp bậc này được chia nhỏ thành nhiều cấp bậc khác có tên gọi khác nhau. Bên cạnh đó, một số cấp bậc riêng của Hải quân cũng được hình thành.
- Hiệu quan (Ensign, Enseigne)

Cấp bậc này có nguồn gốc từ binh sĩ cầm cờ hiệu (signum) trong quân đội La Mã. Đây là một binh sĩ đặc biệt có mức lương gấp hai lần lương cơ bản. Về sau hình thành nên một trong những cấp bậc sĩ quan sơ cấp trong lực lượng Hải quân, ban đầu là sĩ quan chịu trách nhiệm truyền lệnh của Thuyền trưởng cho các thủy thủ trên tàu hoặc liên lạc giữa các tàu với nhau bằng tín hiệu cờ (Semaphore).
- Đô đốc (Admiral, Amiral)

Từ nguyên của cấp bậc này từ "admirallus" trong tiếng Latin, dùng để chỉ người chỉ huy các hải đoàn đại dương. Mỗi một Hải đoàn sẽ được giao phó cho một Admiral chỉ huy. Về sau phát triển thêm, một phụ tá giúp đỡ vị Admiral chỉ huy các chiến thuyền đi đầu, vốn là những chiến thuyền sẽ chịu đựng mũi dùi của một cuộc tấn công trên biển, gọi là Vice Admiral; và một phụ tá khác sẽ chỉ huy các chiến thuyền còn lại ở phía sau, được xem là ít nguy hiểm nhất, gọi là Rear Admiral.
- Hạm trưởng (Commodore, Commandeur)

Nguyên thủy cấp bậc này xuất phát từ commandeur trong tiếng Pháp, là một cấp bậc cao nhất của tầng lớp hiệp sĩ thời Trung cổ, thường là hiệp sĩ thủ lĩnh của một commenda (một nhóm hiệp sĩ thuộc vùng lãnh thổ giàu mạnh). Cuối thế kỷ 16, lần đầu tiên cấp bậc này được áp dụng trong Hải quân Hà Lan, có vị trí cao hơn các Captain nhưng chưa đạt bậc Admiral.
Là lực lượng quân đội xuất hiện sau cùng trong lịch sử quân sự, Không quân hầu như sử dụng các cấp bậc vay mượn từ Lục quân hoặc Hải quân. Hầu hết các nước trên thế giới, cấp bậc Không quân đều giống như cấp bậc Lục quân. Riêng tại các quốc gia chịu ảnh hưởng của Liên hiệp Anh thì các cấp bậc Không quân thường gần giống với cấp bậc Hải quân.

### Sự hình thành một số danh xưng cấp bậc phương Đông
Tuy có được hệ thống cấp bậc "Cửu phẩm" từ rất lâu, nhưng tại phương Đông, rất ít cải tiến về chiến thuật quân sự, cũng như hệ thống nhận diện cấp bậc quân sự không rõ ràng và ổn định. Mãi cho đến cuối thế kỷ 19, khi Nhật Bản bắt đầu tiếp thu cải cách theo phương Tây, mới cải tiến hệ thống cấp bậc võ quan thực sự khoa học, với danh xưng và nhận diện rõ ràng.
Năm 1867, quân đội Nhật Bản được tổ chức thành Lục quân Đế quốc Nhật Bản. Một hệ thống cấp bậc quân đội được thiết lập. Hai năm sau, Hải quân Đế quốc Nhật Bản cũng được tổ chức và áp dụng luôn hệ thống quân hàm Lục quân vào hệ thống cấp bậc của mình.
- Đại tướng (大将, taisho)
- Trung tướng (中将, chusho)
- Thiếu tướng (少将, shousho)
- Đại tá (大佐, taisa)
- Trung tá (中佐, chusa)
- Thiếu tá (少佐, shousa)
- Đại úy (大尉, tai-i)
- Trung úy(中尉, chu-i)
- Thiếu úy (少尉, sho-i)
- Chuẩn úy (准尉, jun-i)
- Tào trưởng (曹長, sōchō)
- Quân tào (軍曹, gunsō)
- Ngũ trưởng (伍長, gochō)
- Binh trưởng (兵長, heichō)
- Thượng đẳng binh (上等兵, jotōhei)
- Nhất đẳng binh (一等兵, ittōhei)
- Nhị đẳng binh (二等兵, nitōhei)

Năm 1872, cấp bậc Nguyên soái (Gensui) và Đại Nguyên soái (Dai-Gensui) cũng được thành lập. Cấp bậc Đại Nguyên soái chỉ phong cho các Thiên hoàng. Saigō Takamori là người đầu tiên và duy nhất thụ phong hàm Nguyên soái Lục quân vì chỉ sau đó 1 năm thì cấp bậc Nguyên soái bị bãi bỏ và Saigō Takamori trở lại hàm Đại tướng Lục quân. Mãi đến năm 1898, cấp bậc Nguyên soái đại tướng (元帥大将, gensui taisho) được thiết lập trở lại và được sử dụng cho đến năm 1945.
Bên cạnh sức bành trướng của Đế quốc Nhật Bản, sự tiến bộ của hệ thống cấp bậc quân hàm này đã có ảnh hưởng mạnh mẽ đến hầu hết hệ thống quân hàm các nước vùng Đông Á.
Tại Trung Quốc, mãi đến năm 1901, khi Viên Thế Khải cải tổ lực lượng Tân quân dưới quyền ông ta, thì một hệ thống quân hàm sĩ quan cũng được đặt ra với 3 cấp và 9 bậc:
- Chính đô thống (正都统)
- Phó đô thống (副都统)
- Hiệp đô thống (协都统)
- Chính tham lãnh (正参领)
- Phó tham lãnh (副参领)
- Hiệp tham lãnh (协参领)
- Chính quân hiệu (正军校)
- Phó quân hiệu (副军校)
- Hiệp quân hiệu (协军校)

## Những thông lệ hiện đại